# Vadim Rabinovich
Vadim Zinóviovich Rabinóvich (a veces escrito Vadym Rabynóvich (ucraniano: Вадим Зіновійович Рабинович; hebreo: ודים רבינוביץ'; nacido el 4 de agosto de 1953, Járkov, RSS de Ucrania, URSS) es un hombre de negocios de Ucrania, magnate de los medios de comunicación, y un filántropo. Es el presidente del congreso judío ucraniano, y el vicepresidente de la unión judía europea. Rabinóvich obtuvo la ciudadanía israelí a principios de 1990 y desde entonces ha estado residiendo en Israel. En 2011 fundó la Jewish News One, una red internacional de noticias. Participó en las elecciones presidenciales de Ucrania de 2014 obteniendo el 2,25 % de votos.

## Biografía
Rabinóvich tenía un negocio de importación de muebles, y luego exporta gas natural de Ucrania. Rabinóvich fue condenado en Ucrania por una variedad de crímenes y despojado de la nacionalidad ucraniana, pero abandonó el país y obtuvo la ciudadanía israelí. La condena fue posteriormente revocada y la ciudadanía ucraniana restaurada. En 1996 Rabinóvich fue nombrado presidente de la Cámara de Comercio Israelí-ucraniano. Un ciudadano israelí naturalizado, Rabinóvich mantiene hogares en Ucrania e Israel. Rabinóvich tuvo su visa a los Estados Unidos revocada en 1995, al parecer debido a sus vínculos con traficantes de armas criminales.
En 1997 creó (y condujo) el Congreso Judío de Ucrania en 1997. Se disolvió esa organización en abril de 1999 para crear un nuevo nombre de la Comunidad Judía Unida de Ucrania, que lo eligió de inmediato como su líder.